# Ormetica tanialoides
Ormetica tanialoides är en fjärilsart som beskrevs av Rothschild 1910. Ormetica tanialoides ingår i släktet Ormetica och familjen björnspinnare. Inga underarter finns listade i Catalogue of Life.